# Suprema Corte de Justicia de Buenos Aires
La Suprema Corte de Justicia de la Provincia de Buenos Aires es el tribunal que preside el Poder Judicial en la Provincia de Buenos Aires, una de las 24 entidades subnacionales de la República Argentina. Este poder es desempeñado además por la Cámara de Casación Penal, y los jueces y demás tribunales de los 20 departamentos judiciales establecidos por ley, cada uno con sus respectivos Fueros Penal, Civil, Contencioso Administrativo, del Trabajo, de Familia y de Responsabilidad Penal Juvenil. La Constitución establece también juzgados de Paz en todos los partidos de la provincia que no sean cabecera de departamento judicial. Estos se encargan de atender faltas provinciales, causas de menor cuantía y vecinales.

## Integración y Autoridades

### Integración
La Suprema Corte de Justicia, según ley 5.827, estará integrada por siete jueces.

### Requisitos
Para ser miembro de la Suprema  Corte se requiere:
- Haber nacido en territorio argentino o ser hijo de ciudadano nativo si hubiese nacido en país extranjero.
- Poseer título o diploma que acredite suficiencia en la ciencia del derecho.
- Tener al menos treinta (30) y no más de setenta (70) años.
- Tener al menos diez (10) años de ejercicio como abogado o en el desempeño de alguna magistratura.

### Nombramiento
El nombramiento de los ministros de la Suprema Corte es una facultad compartida entre el Poder Ejecutivo y la Legislatura provincial. El proceso para hacerlo está establecido expresamente en la Constitución provincial, en el artículo 175. Allí se establece que el Gobernador designa al candidato y el Senado, con una mayoría especial de dos tercios de los miembros presentes, debe convalidarlo en una sesión pública. Cumplido los dos requisitos y antes de asumir sus cargos, deben prestar juramento, ante el presidente de la suprema Corte (art. 179).

### Autoridades
El artículo 162 de la Constitución provincial establece que la presidencia de la Suprema Corte de Justicia se turnará anualmente entre sus miembros, principiando por el mayor de edad.

## Jueces de la Suprema Corte
Lista de los jueces que actualmente conforman la Suprema Corte. El listado de todos los integrantes de la Suprema Corte desde sus inicios se encuentra en el Anexo a continuación.
| Juez                  | Ingreso | Estudios de grado                |
| --------------------- | ------- | -------------------------------- |
| Hilda Kogan           | 2002    | Universidad de Buenos Aires      |
| Daniel Fernando Soria | 2002    | Universidad Nacional de La Plata |
| Sergio Gabriel Torres | 2019    | Universidad de Buenos Aires      |

## Historia
La Provincia de Buenos Aires, cuyo territorio forma parte del espacio que ocupaba el Virreinato del Río de la Plata, posee una organización judicial que es heredera de la estructura institucional que España trasladó a sus colonias en América.
En ese contexto, la Suprema Corte de Justicia, cuya instauración data del año 1875, reconoce su antecedente colonial en la Real Audiencia de Buenos Aires de 1783.
Los sucesos de mayo de 1810, dan comienzo al denominado “período patrio”, el cual estuvo signado por el paulatino quiebre del vínculo con España. Este proceso emancipador tuvo su desenlace en la declaración de la independencia de 1816, hito que se extendería al resto del continente americano a partir de la epopeya emprendida por el General José de San Martín.
Las reformas políticas, económicas y sociales que se generan en esta nueva etapa van otorgando una nueva fisonomía a la incipiente Nación. Una de las primeras transformaciones del estado colonial se concreta con la instalación de la Primera Junta de Gobierno.
Los acontecimientos de mayo sin embargo no alteran en un principio las instituciones judiciales. Prueba de ello es la actitud de la Primera Junta de Gobierno, que en su Constitución establece que sus integrantes quedan excluidos de ejercer el poder judiciario, el cual se refundirá en la Real Audiencia.
Esta institución sobrevive a los avatares políticos-institucionales hasta el 23 de enero de 1812, cuando el Primer Triunvirato sancionó "El Reglamento de Institución y Administración de Justicia de las Provincias Unidas del Río de La Plata", en donde se establece que el Tribunal Supremo, que hasta ese momento había sido la Real Audiencia, queda extinguido. En su reemplazo nace la Cámara de Apelaciones, la que iba a funcionar hasta 1859, aunque sus verdaderas normas de actuación recién surgieron de la Asamblea de 1813. 
El primer presidente de la mencionada Cámara de Apelaciones fue Juan Luis de Aguirre y la integraron, entre otros y a través del tiempo, José Díaz Vélez, Miguel Mariano de Villegas, Juan José Paso, Gregorio Tagle, Dalmacio Vélez Sarsfield, Benito Carrasco y Juan José Alsina.
El 24 de diciembre de 1821 con la promulgación de la ley que suprime los cabildos de Buenos Aires y Luján, se fijan las bases de la organización judicial de la Provincia y quedan conformados los tres poderes del Estado republicano, que permiten la legitimación del poder político fundado en la soberanía popular. 
El 1° de mayo de 1853 se aprueba la Constitución Nacional. La provincia de Buenos Aires en medio de desacuerdos políticos y económicos se aparta de la Confederación e inicia su propio camino conformando lo que se dio en llamar el Estado de Buenos Aires.
En la Constitución provincial de 1854 el Superior Tribunal de Justicia se encuentra en la cúspide del Poder Judicial.
Superados los conflictos que separan a Buenos Aires de la Confederación Argentina, se logra a partir de 1860 la unión definitiva de todas las provincias bajo un único texto constitucional.
La Provincia de Buenos Aires, ante la nueva situación debe sancionar un texto constitucional que se adaptara a los nuevos acontecimientos. Así nace la Constitución de 1873, cuya innovación más importante en materia judicial es la creación de la Suprema Corte de Justicia. Su instauración se produce en el año 1875 y su primera integración fue la siguiente: Manuel María Escalada -quien fue además su primer presidente-, Sixto Villegas, Sabiniano Kier, Alejo B. González Garaño y Andrés Somellera.
Este período está signado por la búsqueda de la estabilidad política y el afianzamiento institucional. En 1880 se federaliza la ciudad de Buenos Aires. Hasta ese momento el gobierno nacional y el provincial convivían en la misma ciudad.
La resolución de este antiguo pleito motiva a la provincia a buscar un nuevo asiento a sus autoridades.
Nace así la ciudad de La Plata, cuya fundación en 1882 es obra de Dardo Rocha. Construida la ciudad, en 1884 se trasladan los poderes públicos a la nueva capital. La sede inicial y transitoria de la Suprema Corte fue el primer piso del Banco Hipotecario. A partir de 1886, se establece definitivamente en el actual Palacio de Justicia de la ciudad de La Plata, ubicado en Avenida 13 entre 47 y 48.
En el mes de diciembre de 2021 se cumplieron 200 años del Poder Judicial de la Provincia de Buenos Aires.
Desde sus inicios continúa desarrollando un proceso de transformación en pos de dar respuestas a las complejas necesidades de la sociedad.